# Statens aftonskola för real- och studentexamen
Statens aftonskola för real- och studentexamen var ett läroverk på Kungsholmen verksamt från 1938 till 1965.

## Historia
Skolan startade 1938 och verkade i samma byggnad som Kungsholmens högre allmänna läroverk. Skolan kommunaliserade 1964 och upphörde som egen enhet 1968 
Studentexamen gavs från 1939 till 1968 och realexamen från 1939 till 1967.